# Parodontitis
Parodontitis (Latijn: ontsteking rondom de tand) is een bacteriële infectieziekte die ontstaat door ontstoken tandvlees oftewel gingivitis. In een verdergevorderd stadium kan het kaakbot erdoor worden aangetast, wat verlies van kiezen en tanden tot gevolg kan hebben.
Waar gingivitis vooral door de hoeveelheid tandplaque veroorzaakt wordt (met andere woorden dus van alle bacteriën), is parodontitis te wijten aan de activiteiten van specifieke bacteriën, zoals Actinobacillus actinomycetemcomitans, Treponema denticola, Porphyromonas gingivalis, en Prevotella intermedia, Daarbij spelen ook nog eens verschillende andere factoren een rol, zoals roken, systemische aandoeningen zoals diabetes en genetische factoren.
De afbraak van bot wordt voornamelijk veroorzaakt door de lichaamseigen afweer tegen de bacteriën (onder andere Interleukine 1), die zich ook richt tegen het parodontium.

## Specifieke parodontopathieën
Door de wetenschappelijke verenigingen op het gebied van parodontologie, worden de volgende parodontopathieën of specifieke vormen van parodontitis onderscheiden:
- Chronische adulte parodontitis
- Refractaire parodontitis
- Gelokaliseerde, juveniele parodontitis (LJP)
- Snelverlopende, progressieve parodontitis (RPP)
- Peri-implantitis

### Chronische adulte parodontitis
Uit onderzoek van de Rijksuniversiteit Groningen is gebleken dat bijna een derde van de Nederlandse bevolking lijdt aan een chronische tandvleesontsteking. Chronische adulte parodontitis is de meest voorkomende vorm van parodontitis bij personen boven de 36 jaar. Het is een zeer langzaam verlopende vorm van parodontitis. Perioden van chronische ontsteking kunnen ook afgewisseld worden door rustfasen waarbij de ontsteking nauwelijks voortschrijdt. Ook kunnen er heel af en toe korte heftige perioden van ontsteking zijn die met pijn en zwelling gepaard kunnen gaan. Dit is echter zeldzaam.
In de loop der tijd zal het verlies aan aanhechting van het steunweefsel aan de tand langzaamaan toenemen, na sonderen bloedt het tandvlees, de pockets nemen toe tot 3-5 mm en ook bot-afbraak begint op te treden rondom de aangedane tanden en kiezen.
Adulte parodontitis kan door het gehele gebit voorkomen (gegeneraliseerde adulte parodontitis) of alleen plaatselijk bij de molaren en/of voortanden (locale adulte parodontitis).

### Refractaire parodontitis
Refractaire parodontitis is parodontitis die na behandeling weerkeert. Deze recidive wordt door sommigen niet als een aparte vorm van parodontitis erkend, maar beschouwd als mislukking van de voorgaande therapie. Toch wordt vaak een ander bacteriologisch beeld weergevonden. Bacteroides forsythus komt vaker voor dan bij klassieke juveniele of volwassen parodontitis.
Men kan besluiten om over te gaan tot chirurgische therapie, dat wil zeggen een reiniging van de tandwortels in open veld (het tandvlees wordt tijdelijk opengesneden).

### Gelokaliseerde, juveniele parodontitis (LJP)
Hoewel uit bovenstaande blijkt dat aan parodontitis meestal een gingivitis is voorafgegaan, is dat niet altijd het geval. Zo kan er rond de puberteitsjaren een gelokaliseerde juveniele parodontitis optreden (gepaard gaande met ernstige botafbraak rond de snijtanden en de eerste blijvende kiezen) waarbij lang niet altijd een gingivitis aanwezig is. Daarom is het zo belangrijk dat ook op jonge leeftijd de diepte van de pockets wordt gemeten.

### Snelverlopende, progressieve parodontitis (RPP)
In ongeveer 10-20% van de gevallen verloopt het proces snel. Dan is er meestal sprake van een specifieke bacterieflora die in de plaque overheerst en erg agressief is. In dat geval spreken we van een snel progressieve parodontitis of rapidly progressive periodontitis (RPP). Soms komt deze vorm ook bij jongeren voor (jonger dan 20 jaar). We spreken dan van juveniele parodontitis. De agressieve vorm van parodontitis kan lokaal, maar ook door het gehele gebit voorkomen

### Peri-implantitis
Peri-implantitis is het verschijnsel waarbij rond het implantaat, bot door chronische ontstekingen afgebroken wordt, wat het loskomen van het implantaat veroorzaakt. De oorzaak ligt meestal bij gebrekkige mondhygiëne, roken, het aanwezig zijn van hoge aantallen paropathogene micro-organismen en kan in de hand gewerkt worden door een genetische predispositie. Men moet weten dat het tandvlees zich vast kan hechten aan tanden (epitheelaanhechting) maar niet aan een implantaat. Het tandvlees legt zich gewoon rond het implantaat, echter zonder er aan vast te groeien. Vandaar dat bacteriën gemakkelijk onder het tandvlees, rond het implantaat kunnen gaan woekeren. Daarom moeten mensen met tandimplantaten een zeer goede tandhygiëne in acht nemen.

## Gevolgen van parodontitis op het lichaam
Parodontitis verhoogt het risico op coronaire hartafwijkingen, op herseninfarct, op zwangerschapscomplicaties en vooral op focale infectie. Parodontitis kan gepaard gaan met slechte adem of halitose.

## Diagnostiek
Bij elke halfjaarlijkse controle dient de tandarts ook de DPSI te meten. Als deze score hoger is dan 3- dan dient er een parodontale behandeling gestart te worden.

## Behandeling
Behandeling van parodontitis gebeurt volgens het paro-protocol. De behandeling kan plaatsvinden bij de tandarts in de eigen praktijk, bij de mondhygiënist of bij de tandarts-parodontoloog. Aangezien het protocol veel controlemomenten heeft waarbij de patiënt geëvalueerd wordt, hebben veel algemene tandartsen de voorkeur om parodontitispatiënten door te sturen naar specifieke behandelcentra. Ook bij moeilijke / ernstige vormen van parodontitis geniet dit de voorkeur.
Het protocol ziet er als volgt uit:
- Intake
- Initiële behandeling
- Tussentijdse evaluatie mondhygiëne/controle na 6 weken
- Herbeoordeling na 3 maanden
- Eventuele specifieke behandelingen
- Nazorg

### Intake
Tijdens de intake wordt een aantal onderzoeken verricht zoals het afnemen van de medische anamnese, het mondonderzoek, het röntgenonderzoek en soms ook aanvullende onderzoeken. Tot slot worden de resultaten, de wensen van de patiënt en het behandelingsplan met de patiënt besproken.

### Initiële behandeling
Bij de initiële behandeling, worden de elementen waarbij de ruimte tussen de tand en het tandvlees te diep is (pocket) gereinigd en glad gemaakt.